# Rallye de Nouvelle-Zélande 1977
Le Rallye de Nouvelle-Zélande 1977 (8th South Pacific Rally), disputé du 1er au 7 mai 1977, est la quarante-sixième manche du championnat du monde des rallyes (WRC) courue depuis 1973, et la cinquième manche du championnat du monde des rallyes 1977. C'est également la sixième des vingt épreuves de la Coupe FIA 1977 des pilotes de rallye, nouvellement créée.

## Contexte avant la course

### Le championnat du monde
Le championnat mondial des rallyes pour marques 1977 compte onze épreuves internationales (deux épreuves hivernales, six presque exclusivement sur terre, deux sur asphalte et une épreuve mixte terre/asphalte), dont huit se disputant en Europe. Créé en 1973, ce championnat a succédé au championnat international des marques. Les épreuves mondiales sont réservées aux voitures des catégories suivantes :
- Groupe 1 : voitures de tourisme de série
- Groupe 2 : voitures de tourisme spéciales
- Groupe 3 : voitures de grand tourisme de série
- Groupe 4 : voitures de grand tourisme spéciales

À l'issue des quatre premières épreuves, les deux grands constructeurs engagés, Fiat et Ford, sont à égalité de points au championnat, comptant chacun une victoire. La lutte s'annonce donc très serrée, les deux groupes ayant décidé de participer à l'intégralité des manches restantes. Avec la 131 Abarth, homologuée en groupe 4 l'année précédente, Fiat dispose d'un modèle polyvalent, capable de s'imposer sur tous les terrains. Chez Ford, l'Escort RS1800 s'avère toujours redoutable sur piste, mais ne s'est encore jamais imposée sur asphalte. À ce stade de la saison, les deux marques, qui disposent de pilotes de tout premier plan, ont les mêmes chances de succès. Championne du monde les trois saisons précédentes, Lancia (filiale du groupe Fiat) ne concourt plus pour le titre, ayant réduit son programme à cinq manches mondiales.

#### Coupe FIA des pilotes
Pour la saison 1977, la FIA a également instauré une Coupe des pilotes, prenant en compte les résultats des onze manches mondiales ainsi que ceux de cinq rallyes du championnat d'Europe et de quatre autres épreuves internationales.

### L'épreuve
Pour sa huitième édition, le 'South Pacific Rally', créé en 1969, a été élevé au rang d'épreuve mondiale. Courue presque intégralement sur terre, cette longue et difficile épreuve (près de 4000 kilomètres) se dispute sur l'Île du Nord et dure près d'une semaine, une bonne partie du trajet s'effectuant de nuit. Le pilote écossais Andrew Cowan s'y est imposé à deux reprises, en 1972 et 1976.

## Le parcours
- départ : 1er mai 1977 de Wellington
- arrivée : 7 mai 1977 à Auckland
- distance : 3821 km dont 2137 km sur 69 épreuves spéciales (75 épreuves initialement prévues, pour un total de 2257 km chronométrés) - L'épreuve spéciale n°72 est disputée à titre publicitaire, hors classement.
- surface : principalement terre (seulement quatre spéciales sur asphalte)
- Parcours divisé en cinq étapes[2]

### Première étape

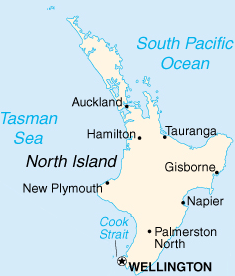
Le rallye traverse North Island du sud au nord, en passant par la côte est.

- Wellington - Palmerston, 736 km, du 1er au 2 mai
- 15 épreuves spéciales (17 épreuves initialement prévues)

### Deuxième étape
- Palmerston - Napier, 383 km, du 2 au 3 mai
- 10 épreuves spéciales

### Troisième étape
- Napier - Gisborne, 516 km, du 3 au 4 mai
- 11 épreuves spéciales

### Quatrième étape
- Gisborne - Rotorua, 910 km, du 4 au 5 mai
- 11 épreuves spéciales

### Cinquième étape
- Rotorua - Auckland, 1276 km, du 6 au 7 mai
- 22 épreuves spéciales (26 épreuves initialement prévues)

## Les forces en présence
- Fiat

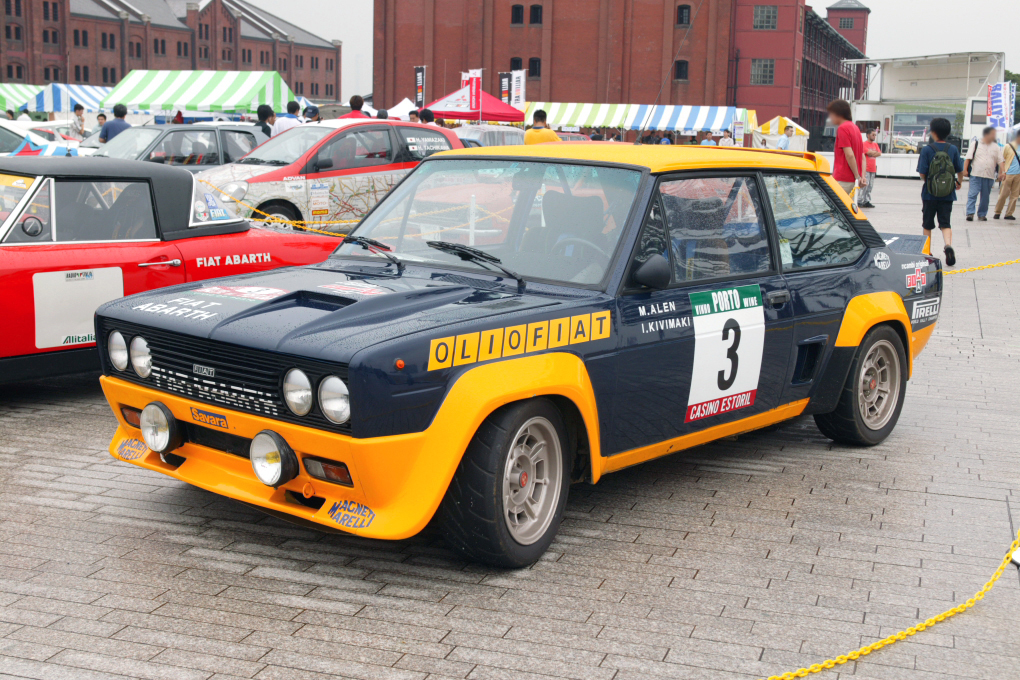
Une Fiat 131 Abarth groupe 4 lors d'une manifestation historique.

Le constructeur italien aligne trois 131 Abarth groupe 4 identiques à celles engagées au Portugal (920 kg, moteur quatre cylindres, deux litres, injection Kugelfischer, seize soupapes, 220 chevaux). Elles sont aux mains de Markku Alén, Fulvio Bacchelli et Simo Lampinen.
- Ford

C'est en dernière minute que Ford a délégué un de ses pilotes officiels en Nouvelle-Zélande, afin de contrer l'offensive Fiat et d'éviter de se faire distancer au championnat. Ari Vatanen dispose donc d'une Escort RS1800 groupe 4 d'usine, engagée par Masford, l'agent local de la marque, qui aligne une voiture identique pour Blair Robson. Equipées d'un moteur quatre cylindres seize soupapes de deux litres de cylindrée alimenté par deux carburateurs double-corps, ces modèles de 1020 kg affichent une puissance de l'ordre de 235 chevaux. Ces voitures sont également très prisées par les pilotes privés, les plus en vue étant Mike Marshall, Colin Taylor et Paul Adams.
- Mazda

L'importateur local de la marque a engagé deux berlines RX3 groupe 4 à moteur rotatif, d'une puissance de 220 chevaux. Elles sont confiées aux Néo-Zélandais Rod Millen et John Woolf.

## Déroulement de la course

### Première étape

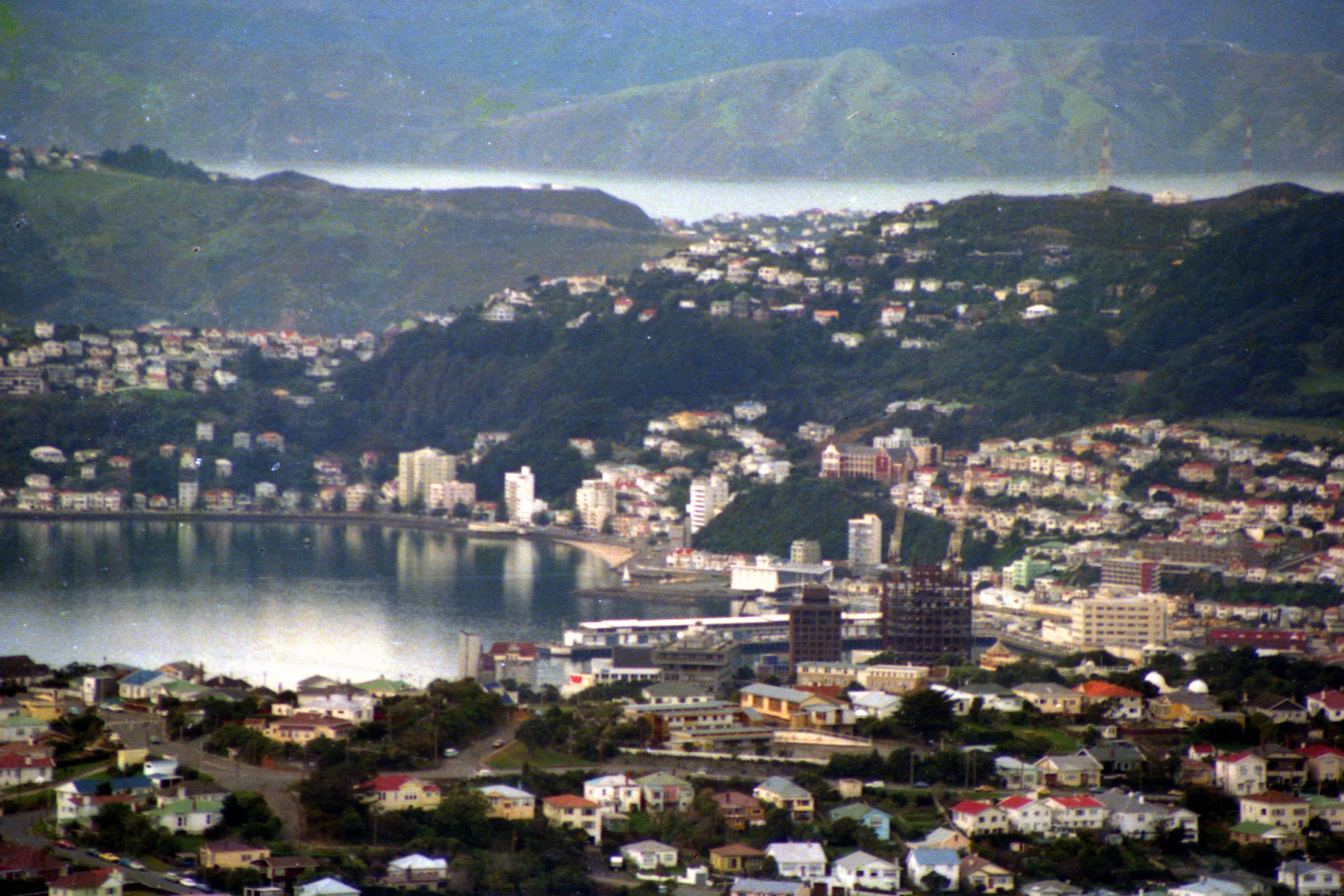
Le départ est donné de Wellington le dimanche.

Les cent équipages s'élancent de Wellington le dimanche premier mai, en direction du nord de l'île. Comme prévu, dès les premières épreuves chronométrées, la lutte se circonscrit entre les trois Fiat 131 de Fulvio Bacchelli, Markku Alén et Simo Lampinen et la Ford Escort d'Ari Vatanen. Vatanen occupe tout d'abord la tête, talonné par Bacchelli et Alén, Lampinen se tenant un peu en retrait à la demande de son équipe qui préfère garder une voiture en réserve. Alén passe à l'attaque dans la troisième spéciale et se retrouve en tête à égalité avec Bacchelli, Vatanen n'étant qu'à sept secondes. De fortes pluies sont apparues, obligeant les organisateurs à annuler les deux tronçons suivants. Sur l’asphalte du secteur de Paekakariki, Bacchelli devance d'une seconde son coéquipier et se retrouve seul en tête, mais Vatanen reprend peu après le commandement à Orongorongo, dans la première longue spéciale (plus de quarante kilomètres, sur terre), après avoir nettement surclassé ses adversaires. Sa mainmise sur l'épreuve va cependant être de très courte durée, car immédiatement après, dans le premier secteur disputé de nuit, il sort de la route et tombe dans un assez profond fossé ; l'équipage va mettre plus de vingt minutes à en sortir, tombant dans les profondeurs du classement. Alén n'est guère mieux loti, une Durit rompue l'obligeant à ravitailler deux fois en eau sur ce même tronçon, lui faisant perdre près d'un quart d'heure. La pièce défectueuse est remplacée au point d'assistance suivant, mais le temps d'intervention est relativement long, aussi Alén est-il amené à forcer l'allure sur le secteur routier afin de ne pas être pénalisé au contrôle horaire suivant ; il va alors être pris en chasse par une voiture de police, pour avoir roulé à plus de 130 km/h (au lieu des 80 autorisés), puis exclu de la course par les organisateurs de l'épreuve pour ne pas avoir obtempéré aux injonctions des autorités locales. L’équipage va cependant pouvoir poursuivre sa route après réclamation posée par le directeur sportif de Fiat, la sanction devant être jugée en cour d'appel après l’arrivée. Bacchelli a alors repris la tête du rallye, avec près de six minutes d'avance sur son coéquipier Bacchelli et douze sur la Mazda du Néo-Zélandais Rod Millen.
Vatanen s'emploie à refaire son retard, se montrant dès lors le plus rapide sur presque toutes les spéciales jusqu'à Palmerston. Bacchelli termine cette première étape avec cinq minutes et demie d'avance sur Bacchelli. Millen est toujours troisième, devançant son compatriote Mike Marshall (Ford Escort). Alén est remonté en cinquième position, à quatorze minutes de l'homme de tête. Vatanen est également remonté dans les dix premiers, à environ dix-huit minutes de la Fiat du leader.
| Pos. | Pilote           | Copilote           | Voiture            | Groupe | Écart        |
| ---- | ---------------- | ------------------ | ------------------ | ------ | ------------ |
| 1    | Fulvio Bacchelli | Francesco Rossetti | Fiat 131 Abarth    | 4      |              |
| 2    | Simo Lampinen    | Solve Andreasson   | Fiat 131 Abarth    | 4      | + 5 min 34 s |
| 3    | Rod Millen       | Mike Franchi       | Mazda RX3          | 4      |              |
| 4    | Mike Marshall    | Arthur McWatt      | Ford Escort RS1800 | 4      |              |
| 5    | Markku Alén      | Ilkka Kivimäki     | Fiat 131 Abarth    | 4      |              |

### Deuxième étape
Les concurrents repartent de Palmerston le lundi, à la nuit tombée. Vatanen attaque cette seconde étape le couteau entre les dents, mais dès la première spéciale, il sort à nouveau de la route, mettant l'Escort sur le flanc. Il parvient à repartir, après avoir perdu près de cinq minutes, au volant d'une voiture assez endommagée, qui pourra cependant être progressivement remise en état par les mécaniciens de l'équipe Ford, aux points d'assistance. Malgré des ennuis de refroidissement, Bacchelli va conserver la tête tout au long de l'étape, ralliant Napier avec encore plus de trois minutes et demie d'avance sur Lampinen. Alén est remonté en troisième position, ayant débordé Millen, tandis que Marshall a perdu de nombreuses places à la suite d'une sortie de route. Vatanen, malgré ses nombreux ennuis, termine l'étape en cinquième position, avec un retard de dix-neuf minutes sur la Fiat de tête.
| Pos. | Pilote           | Copilote           | Voiture            | Groupe | Écart        |
| ---- | ---------------- | ------------------ | ------------------ | ------ | ------------ |
| 1    | Fulvio Bacchelli | Francesco Rossetti | Fiat 131 Abarth    | 4      |              |
| 2    | Simo Lampinen    | Solve Andreasson   | Fiat 131 Abarth    | 4      | + 3 min 37 s |
| 3    | Markku Alén      | Ilkka Kivimäki     | Fiat 131 Abarth    | 4      |              |
| 4    | Rod Millen       | Mike Franchi       | Mazda RX3          | 4      |              |
| 5    | Ari Vatanen      | Jim Scott          | Ford Escort RS1800 | 4      |              |

### Troisième étape
Les concurrents repartent le mardi soir en direction de Gisborne. La journée de repos a été mise à profit par l'équipe Ford pour totalement reconditionner l'Escort de Vatanen. Le Finlandais repart à l'attaque, remportant la plupart des épreuves spéciales, et remonte à la quatrième place, ayant repris trois minutes à Bacchelli. Mais il sort à nouveau de la route dans le dernier tronçon chronométré. Les dégâts sont cette fois minimes, et Vatanen conserve sa quatrième place, mais l'écart sur l'homme de tête est repassé à dix-neuf minutes. À l'arrivée à Gisborne, Bacchelli est toujours un confortable leader, d'autant que Lampinen a été ralenti par des problèmes mécaniques et compte désormais plus de huit minutes de retard, menacé par Alén pour la deuxième place.
| Pos. | Pilote           | Copilote           | Voiture            | Groupe | Écart        |
| ---- | ---------------- | ------------------ | ------------------ | ------ | ------------ |
| 1    | Fulvio Bacchelli | Francesco Rossetti | Fiat 131 Abarth    | 4      |              |
| 2    | Simo Lampinen    | Solve Andreasson   | Fiat 131 Abarth    | 4      | + 8 min 28 s |
| 3    | Markku Alén      | Ilkka Kivimäki     | Fiat 131 Abarth    | 4      |              |
| 4    | Ari Vatanen      | Jim Scott          | Ford Escort RS1800 | 4      |              |
| 5    | Rod Millen       | Mike Franchi       | Mazda RX3          | 4      |              |

### Quatrième étape
Le départ de la quatrième étape a lieu le mercredi soir. Vatanen fait une nouvelle fois le spectacle, mais une crevaison dans la longue spéciale de Tolaga Bay (73 kilomètres) lui coûte trois minutes supplémentaires. Le jeune pilote finlandais ne baisse cependant pas les bras et va dès lors remporter presque toutes les spéciales jusqu'à l'arrivée à Rotorua, qu'il rallie à la troisième place, ayant débordé Alén. Au terme de cette fantastique poursuite, il ne compte plus alors que neuf minutes de retard sur Bacchelli (qui dans le dernier secteur a perdu plus de quatre minutes à cause d'une sortie de route), et un peu plus d'une minute sur Lampinen.
| Pos. | Pilote           | Copilote           | Voiture            | Groupe | Écart        |
| ---- | ---------------- | ------------------ | ------------------ | ------ | ------------ |
| 1    | Fulvio Bacchelli | Francesco Rossetti | Fiat 131 Abarth    | 4      |              |
| 2    | Simo Lampinen    | Solve Andreasson   | Fiat 131 Abarth    | 4      | + 7 min 44 s |
| 3    | Ari Vatanen      | Jim Scott          | Ford Escort RS1800 | 4      | + 9 min 03 s |
| 4    | Markku Alén      | Ilkka Kivimäki     | Fiat 131 Abarth    | 4      |              |
| 5    | Rod Millen       | Mike Franchi       | Mazda RX3          | 4      |              |
| 6    | John Woolf       | Grant Whittaker    | Mazda RX3          | 4      |              |

### Cinquième étape
Les concurrents disposent d'une journée entière de repos avant la dernière étape, la plus longue, dont le départ est donné dans la journée du vendredi. Au vu des performances réalisées par Vatanen, la course est loin d'être jouée pour les pilotes Fiat, dont les moteurs commencent à donner des signes de fatigue. Vatanen se montre à nouveau le plus rapide dans la plupart des secteurs, débordant rapidement Lampinen pour le gain de la seconde place. Bacchelli parvient toutefois à gérer son avance tout en ménageant sa mécanique, et, malgré un moteur à bout de souffle, conserve un avantage d'une minute et demie sur son adversaire à l'arrivée à Auckland, remportant ainsi sa première  grande victoire internationale, permettant à Fiat de reprendre l'avantage au championnat des marques. Grâce à sa seconde place, Vatanen occupe la tête de la coupe des pilotes, à égalité de points avec Björn Waldegård. Respectivement troisième et quatrième, Alén (dont le classement sera entériné à la cour d'appel d'Auckland) et Lampinen complètent le triomphe de Fiat, devant la Mazda de Millen qui s'est montré le meilleur des pilotes locaux.

### Classement général

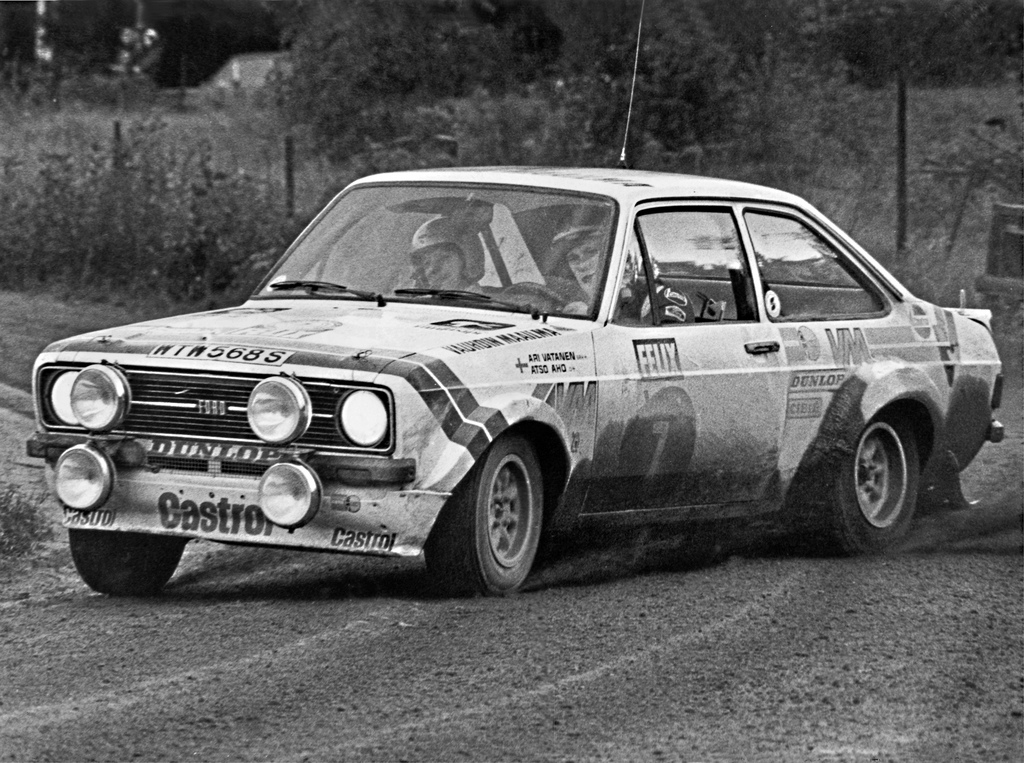
Terminant à la seconde place après une extraordinaire remontée, Ari Vatanen (vu ici sur son Escort en 1978) fut le principal animateur de la course.

| Pos | No | Pilote           | Copilote           | Voiture                | Temps            | Écart             | Groupe |
| --- | -- | ---------------- | ------------------ | ---------------------- | ---------------- | ----------------- | ------ |
| 1   | 1  | Fulvio Bacchelli | Francesco Rossetti | Fiat 131 Abarth        | 24 h 29 min 55 s |                   | 4      |
| 2   | 2  | Ari Vatanen      | Jim Scott          | Ford Escort RS1800     | 24 h 31 min 29 s | + 1 min 34 s      | 4      |
| 3   | 3  | Markku Alén      | Ilkka Kivimäki     | Fiat 131 Abarth        | 24 h 51 min 54 s | + 21 min 59 s     | 4      |
| 4   | 5  | Simo Lampinen    | Sölve Andreasson   | Fiat 131 Abarth        | 24 h 55 min 47 s | + 25 min 52 s     | 4      |
| 5   | 6  | Rod Millen       | Mike Franchi       | Mazda RX3              | 25 h 47 min 59 s | + 1 h 18 min 04 s | 4      |
| 6   | 14 | John Woolf       | Grant Whittaker    | Mazda RX3              | 26 h 09 min 39 s | + 1 h 39 min 44 s | 4      |
| 7   | 34 | John Sergel      | Mike Fletcher      | Ford Escort RS1800     | 28 h 12 min 48 s | + 3 h 42 min 53 s | 4      |
| 8   | 39 | Richard Tippett  | Adrian Hercock     | Ford Escort RS2000     | 28 h 21 min 45 s | + 3 h 51 min 50 s | 2      |
| 9   | 46 | Morrie Chandler  | Don Campbell       | Mitsubishi Colt Lancer | 28 h 26 min 41 s | + 3 h 56 min 46 s | 4      |
| 10  | 22 | Alan Brough      | Mike Calvin        | Toyota Trueno          | 28 h 45 min 13 s | + 4 h 15 min 18 s | 2      |

### Hommes de tête
- ES1 à ES2 :  Ari Vatanen -  Jim Scott (Ford Escort RS1800)
- ES3 à ES5 :  Fulvio Bacchelli -  Francesco Rossetti (Fiat 131 Abarth) &  Markku Alén -  Ilkka Kivimäki (Fiat 131 Abarth)
- ES6 :  Fulvio Bacchelli -  Francesco Rossetti (Fiat 131 Abarth)
- ES7 :  Ari Vatanen -  Jim Scott (Ford Escort RS1800)
- ES8 à ES75 :  Fulvio Bacchelli -  Francesco Rossetti (Fiat 131 Abarth)

### Vainqueurs d'épreuves spéciales
- Ari Vatanen -  Jim Scott (Ford Escort RS1800) : 47 spéciales (ES 1, 7, 9, 10, 12 à 17, 21, 23, 29 à 31, 33 à 37, 41 à 44, 46 à 55, 57, 59 à 62, 65 à 70, 73, 74)
- Fulvio Bacchelli -  Francesco Rossetti (Fiat 131 Abarth) : 13 spéciales (ES 2, 6, 8, 11, 18, 26 à 28, 32, 38, 45, 58, 63)
- Markku Alén -  Ilkka Kivimäki (Fiat 131 Abarth) : 4 spéciales (ES 3, 20, 24, 25)
- Simo Lampinen -  Sölve Andreasson (Fiat 131 Abarth) : 3 spéciales (ES 19, 39, 40)
- Mike Marshall -  Arthur McWatt (Ford Escort RS1800) : 1 spéciale (ES 22)
- Rod Millen -  Mike Franchi (Mazda RX3) : 1 spéciale (ES 72)

## Résultats des principaux engagés
| No | Pilote           | Copilote           | Voiture                | Groupe | Classement général                                       | Class. groupe |
| -- | ---------------- | ------------------ | ---------------------- | ------ | -------------------------------------------------------- | ------------- |
| 1  | Fulvio Bacchelli | Francesco Rossetti | Fiat 131 Abarth        | 4      | 1er                                                      | 1er           |
| 2  | Ari Vatanen      | Jim Scott          | Ford Escort RS1800     | 4      | 2e à 1 min 34 s                                          | 2e            |
| 3  | Markku Alén      | Ilkka Kivimäki     | Fiat 131 Abarth        | 4      | 3e à 21 min 59 s                                         | 3e            |
| 4  | Mike Marshall    | Arthur McWatt      | Ford Escort RS1800     | 4      | ab. dans la 31e spéciale (piston)                        | -             |
| 5  | Simo Lampinen    | Solve Andreasson   | Fiat 131 Abarth        | 4      | 4e à 25 min 52 s                                         | 4e            |
| 6  | Rod Millen       | Mike Franchi       | Mazda RX3              | 4      | 5e à 1 h 18 min 04 s                                     | 5e            |
| 7  | Dante Silverio   | Sigfriedo Fuentes  | Toyota Corona          | 4      | ab. dans la 48e spéciale (suspension arrière)            | -             |
| 8  | Blair Robson     | Chris Porter       | Ford Escort RS1800     | 4      | ab. dans la 46e spéciale (piston et distributeur)        | -             |
| 9  | Colin Taylor     | Kingsley           | Ford Escort RS1800     | 4      | ab. dans la 12e spéciale (distribution)                  | -             |
| 10 | Paul Adams       | Peter Davidson     | Ford Escort RS1800     | 4      | ab. dans la 22e spéciale (piston)                        | -             |
| 11 | Clive Smith      | David Cooke        | Ford Escort RS1800     | 4      | ab. dans la 10e spéciale (accident)                      | -             |
| 12 | Alan Carter      | Rodger Freeth      | Ford Escort RS1800     | 4      | ab. dans la 11e spéciale (fixations de roues)            | -             |
| 13 | Alan Mitchell    | Matthew Thomas     | Ford Escort RS1800     | 4      | ab. dans la 26e spéciale (embrayage et joint de culasse) | -             |
| 14 | John Woolf       | Grant Whittaker    | Mazda RX3              | 4      | 6e à 1 h 39 min 44 s                                     | 6e            |
| 15 | Paddy Davidson   | Eugene Redgate     | Datsun Violet 710      | 4      | ab. dans la 16e spéciale (suspension avant)              | -             |
| 16 | Brian Green      | Robert Orr         | Ford Escort RS1800     | 4      | ab. dans la 42e spéciale (accident)                      | -             |
| 17 | David Cooney     | Russell McKnight   | Ford Escort RS1800     | 4      | ab. dans la 1re spéciale (moteur)                        | -             |
| 22 | Alan Brough      | Mike Calvin        | Toyota Trueno          | 2      | 10e à 4 h 15 min 18 s                                    | 2e            |
| 34 | John Sergel      | Mike Fletcher      | Ford Escort RS1800     | 4      | 7e à 3 h 42 min 53 s                                     | 7e            |
| 36 | Robert Brown     | Mike Gibbs         | Mazda RX3              | 1      | 12e à 4 h 25 min 25 s                                    | 1er           |
| 39 | Richard Tippett  | Adrian Hercock     | Ford Escort RS2000     | 2      | 8e à 3 h 51 min 50 s                                     | 1er           |
| 46 | Morrie Chandler  | Don Campbell       | Mitsubishi Colt Lancer | 4      | 9e à 3 h 56 min 46 s                                     | 8e            |

## Classement du championnat à l'issue de la course
- attribution des points : 10, 9, 8, 7, 6, 5, 4, 3, 2, 1 respectivement aux dix premières marques de chaque épreuve, additionnés de 8, 7, 6, 5, 4, 3, 2, 1 respectivement aux huit premières de chaque groupe (seule la voiture la mieux classée de chaque constructeur marque des points). Les points de groupe ne sont attribués qu'aux concurrents ayant terminé dans les dix premiers au classement général.
- seuls les huit meilleurs résultats (sur onze épreuves) sont retenus pour le décompte final des points.

| Pos. | Marque         | Points | M-C  | SUE  | POR  | SAF  | NZL  | ACR | FIN | QUE | SAN | COR | RAC |
| ---- | -------------- | ------ | ---- | ---- | ---- | ---- | ---- | --- | --- | --- | --- | --- | --- |
| 1    | Fiat           | 66     | 9+7  | 7+7  | 10+8 | -    | 10+8 |     |     |     |     |     |     |
| 2    | Ford           | 64     | -    | 6+8  | 9+7  | 10+8 | 9+7  |     |     |     |     |     |     |
| 3    | Opel           | 39     | 1+8  | 9+8  | 5+8  | -    | -    |     |     |     |     |     |     |
| 4    | Lancia         | 32     | 10+8 | -    | -    | 8+6  | -    |     |     |     |     |     |     |
| 4=   | Toyota         | 32     | -    | 4+6  | 8+6  | -    | 1+7  |     |     |     |     |     |     |
| 6    | Saab           | 18     | -    | 10+8 | -    | -    | -    |     |     |     |     |     |     |
| 6=   | Porsche        | 18     | 6+8  | -    | 2+2  | -    | -    |     |     |     |     |     |     |
| 8    | Datsun         | 16     | -    | -    | -    | 9+7  | -    |     |     |     |     |     |     |
| 9    | Mitsubishi     | 15     | -    | -    | -    | 7+5  | 2+1  |     |     |     |     |     |     |
| 10   | Seat           | 14     | 8+6  | -    | -    | -    | -    |     |     |     |     |     |     |
| 11   | Alpine-Renault | 10     | 3+7  | -    | -    | -    | -    |     |     |     |     |     |     |
| 11=  | Mazda          | 10     | -    | -    | -    | -    | 6+4  |     |     |     |     |     |     |
| 13   | Volvo          | 8      | -    | 3+5  | -    | -    | -    |     |     |     |     |     |     |
| 14   | Peugeot        | 6      | -    | -    | -    | 4+2  | -    |     |     |     |     |     |     |
| 15   | Lada           | 4      | -    | 1+3  | -    | -    | -    |     |     |     |     |     |     |

### Coupe FIA des pilotes
- attribution des points : 9, 6, 4, 3, 2, 1 respectivement aux six premiers de chaque épreuve. Sont retenus pour le décompte final les cinq meilleurs résultats des onze épreuves mondiales (catégorie A), les deux meilleurs résultats des cinq rallyes sélectifs du Championnat d'Europe (catégorie B) et les deux meilleurs résultats des quatre autres rallyes sélectifs (catégorie C).

| Pos. | Pilote              | Marque | Points | M-C (A) | ARC (B) | SUE (A) | POR (A) | SAF (A) | NZL (A) | ACR (A) | GIR (C) | AFS (C) | POL (B) | FIN (A) | SM (B) | QUE (A) | TdF (B) | SAN (A) | AUS (C) | CAT (B) | COR (A) | RAC (A) | BAN (C) |
| ---- | ------------------- | ------ | ------ | ------- | ------- | ------- | ------- | ------- | ------- | ------- | ------- | ------- | ------- | ------- | ------ | ------- | ------- | ------- | ------- | ------- | ------- | ------- | ------- |
| 1    | Björn Waldegård     | Ford   | 15     | -       | -       | -       | 6       | 9       | -       |         |         |         |         |         |        |         |         |         |         |         |         |         |         |
| 1=   | Ari Vatanen         | Ford   | 15     | -       | 9       | -       | -       | -       | 6       |         |         |         |         |         |        |         |         |         |         |         |         |         |         |
| 3    | Sandro Munari       | Lancia | 13     | 9       | -       | -       | -       | 4       | -       |         |         |         |         |         |        |         |         |         |         |         |         |         |         |
| 3=   | Markku Alén         | Fiat   | 13     | -       | -       | -       | 9       | -       | 4       |         |         |         |         |         |        |         |         |         |         |         |         |         |         |
| 5    | Stig Blomqvist      | Saab   | 9      | -       | -       | 9       | -       | -       | -       |         |         |         |         |         |        |         |         |         |         |         |         |         |         |
| 5=   | Fulvio Bacchelli    | Fiat   | 9      | -       | -       | -       | -       | -       | 9       |         |         |         |         |         |        |         |         |         |         |         |         |         |         |
| 5=   | Jean-Claude Andruet | Fiat   | 9      | 6       | -       | -       | 3       | -       | -       |         |         |         |         |         |        |         |         |         |         |         |         |         |         |